# جان بيار ميليلي
جان بيار ميليلي (بالفرنسية: Jean-Pierre Milelli)‏ كاتب ومستشرق فرنسي ولد سنة 1960 في باريس، مدير مركز الدراسات العربية في الرباط، متخرج من معهد العلوم السياسية في باريس حيث درس خلال أكثر من عشر سنوات.

## بيبليوغافيا
ألف مع جيل كيبيل أول مجموعة نصوص القاعدة مترجمة ومشروحة بالفرنسية: القاعدة في نصوصها. ألف مع جنان شاكر سلطاني قاموسا حديثا عربي فرنسي فرنسي عربي: عشرون ألف كلمة وكلمة.